# 館林市立多々良中学校
館林市立多々良中学校（たてばやししりつたたらちゅうがっこう）は、群馬県館林市西高根町にある公立中学校である。略称は「多中（たっちゅう）」または「多々良（たたら）」、「多々良中（たたらちゅう）」。

## 沿革
昭和二十二年四月邑楽郡多々良村立多々良中学校創立
昭和二十九年四月市制施行による校名改称
館林市立多々良中学校となる。
昭和五十五年五月鉄筋四階建て校舎竣工
平成二年三月
から十三年市の事業で多々良の森に「彫刻の小径」を創設
平成三年二月地域清掃活動開始（彫刻の小径清掃等）
平成七年十一月群馬県環境教育優秀賞受賞
平成十四年一月館林市環境省受賞「多々良沼調査」
平成十四年九月資源回収開始
平成十六年六月館林市花壇コンクール市長賞受賞
平成二十六年七月耐震改修工事のため、プレハブ校舎で授業開始
平成二十七年三月耐震改修工事終了、現在の校舎へ授業再開
平成二十九年九月館林市花壇コンクール市長賞受賞
平成三十年十二月館林市環境賞受賞「地域清掃」
令和二年二月第二十回環境美化教育優良校等表彰
優良校・協会会長賞受賞